# Aleksej Jemelin (ishockeyspelare)
Aleksej Vjatjeslavovitj Jemelin, ryska: Алексей Вячеславович Емелин, född 25 april 1986, är en rysk professionell ishockeyspelare som spelar för Avangard Omsk i KHL.
Han har tidigare spelat på NHL-nivå för Nashville Predators och Montreal Canadiens och på lägre nivåer för Ak Bars Kazan och HK Lada Toljatti i KHL.
Han draftades i tredje rundan i 2004 års draft av Montreal Canadiens som 84:e spelare totalt.
Han spelade i Montreal Canadiens från 2011 fram till att han 21 juni 2017 valdes av Vegas Golden Knights i expansionsdraften. Mindre än två veckor senare trejdades han dock, 1 juli 2017, av Golden Knights till Nashville Predators i utbyte mot ett draftval i tredje rundan 2018.
Den 2 september 2018 skrev han på ett kontrakt med Avangard Omsk i KHL.